# Keimung

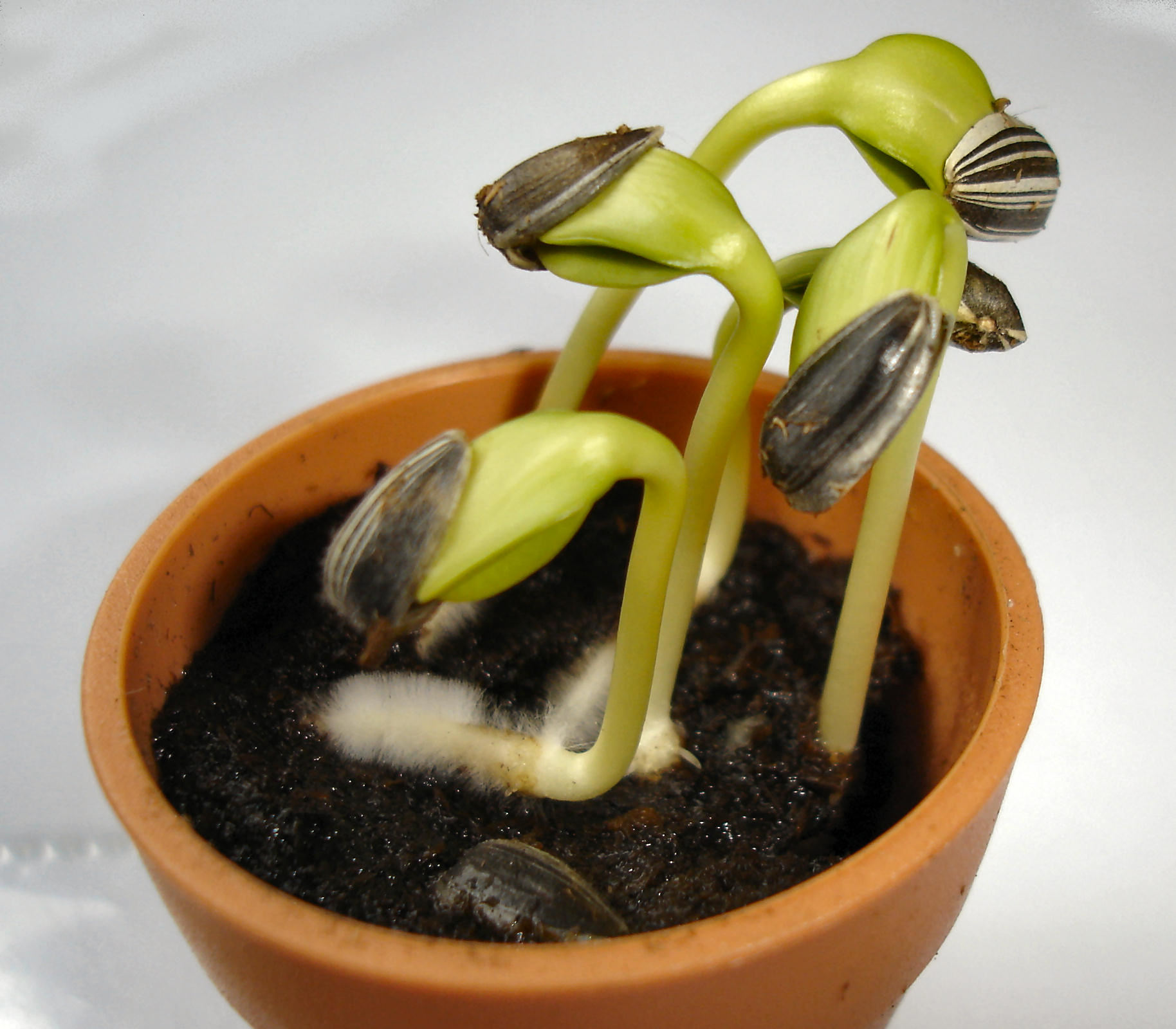
Sonnenblumenkeimlinge, drei Tage nach der (epigäischen) Keimung

Zeitrafferaufnahme der Keimung

Als Keimung bezeichnet man in der Botanik sowohl die erste Stufe der Ontogenese bei Samen als auch die Sprossung der Überdauerungsorgane wie Rhizome, Knollen, Zwiebeln, Brutknospen (Bulbillen) oder bei Pollen und Sporen. Das besondere Kennzeichen ist das Ende der Dormanz bzw. Keimruhe; ungewollte Keimung von Getreide nennt man Auswuchs.
Im engeren Sinn wird jedoch vor allem der Beginn der Entwicklung des Samens der Samenpflanzen (Spermatophyta) als Keimung bezeichnet. Er umfasst den Prozess des Wachstums des im fruchtbaren Samen befindlichen Embryos vom Austritt der Keimwurzel bis zur vollständigen Ausbildung des Keimlings.
Der Keimungsvorgang ist beendet, wenn die Ernährung nicht mehr von Reservestoffen abhängig ist, sondern autotroph erfolgt. Dies ist der Fall, wenn der Sämling nach Verankerung der Wurzeln seine Keimblätter, bzw. seine Primärblätter entfaltet hat.

## Typen der Keimung
Je nach Art unterscheidet man zwischen einem epigäischen oder hypogäischen Keimungstyp.

### Epigäische Keimung

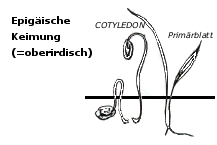
Epigäische Keimung

Bei der epigäischen (epi, griech.: über/auf; gae, gr.: Erde) Keimung streckt sich das Hypokotyl (junger Sprossabschnitt) zwischen Wurzel und Keimblättern. Es bildet sich ein typischer Hypokotylhaken, welcher die Erdoberfläche durchbricht und dadurch die Keimblätter (Kotyledonen) empor hebt. Die Keimblätter sind bis zur Ausbildung der Primärblätter (= erste Folgeblätter) photosynthetisch aktiv und sterben später ab. Beispiele für die epigäische Keimung sind Radieschen, Buche, Rizinus, Kartoffel, Raps und Sonnenblume.

### Hypogäische Keimung

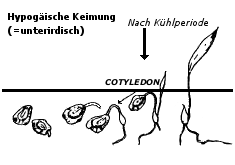
Hypogäische Keimung

Bei der hypogäischen (hypo, gr.: unter; gae, gr.: Erde) Keimung streckt sich das Epikotyl so, dass die Keimblätter in der Erde verbleiben. Die ersten photosynthetisch aktiven Blätter sind hier die Primärblätter. Beispiele für die hypogäische Keimung sind Erbse, Feuerbohne, Eiche und Dattelpalme.

## Voraussetzungen für die Keimung
Für die Keimung von Samen sind Wasser, Wärme und Sauerstoff nötig, manchmal auch Licht (Lichtkeimer) oder Dunkelheit (Dunkelkeimer). Verschiedene Arten von Samen benötigen verschiedene Keimbedingungen, vor allem die richtige Temperatur ist wichtig, um die Keimruhe zu überwinden. Manche Samen können sogar erst nach Frost oder nach Waldbränden keimen. Der Samen ist oftmals sehr trocken und muss erst eine große Menge Wasser aufnehmen, damit sein Stoffwechsel starten kann. Für die ersten Wachstumsvorgänge werden die Nährstoffe im Samen, z. B. Öl oder Proteine, als Nahrung genutzt. Hydrolasen bauen diese Nährstoffe ab und ermöglichen es dem Embryo, sich durch Wachstum der Sprossachse und der Blätter zum Licht zu bewegen. Sind diese Stoffe aufgebraucht und das Licht ausreichend, gewinnt er die nötige Energie aus der Photosynthese.

## Keimauslösung
Samen werden kühl, luftig und trocken gelagert, um die Keimfähigkeit zu bewahren.
Durch die Aussaat in die Erde bekommen die Samen von allen Seiten Kontakt zur Feuchtigkeit, was nach einiger Zeit zur Weiterentwicklung des Embryos führt.
In der Regel werden Samen für Kultur- und Gartenpflanzen, um ihre Keimung auszulösen, mit Beginn der warmen Jahreszeit, also im Frühjahr, unter die Erde gebracht. Die Begriffe 'Warmkeimer' (auch 'Normalkeimer') und 'Dunkelkeimer' werden daher für solche Samen nur selten verwendet.
Andere Samen dagegen bedürfen, damit sie keimen, spezieller Bedingungen, was man durch Begriffe wie 'Kaltkeimer', 'Lichtkeimer', 'Feuerkeimer' oder den Hinweis, dass man solche Samen 'vorquellen' oder 'stratifizieren' müsse, noch einmal besonders hervorhebt.
Die exakten Angaben über Vorbehandlung, Ausbringtiefe, Temperaturen und Zeitangaben für die beste Keimung definiert die Kultur- bzw. Anzuchtanleitung des jeweiligen Saatguts.

### Vorquellung
Besonders harte Kerne nehmen bei direkter Aussaat sehr langsam die Feuchtigkeit der Erde auf. Um die Wasseraufnahme und damit die Keimung zu beschleunigen, wird das Saatgut für einige Stunden in ein Wasserbad gelegt, bevor es ausgesät wird.
Beispiele: Lupinen, Wicken.
Manchmal wird auch die Wasseraufnahme der Samen in der Erde als 'Vorquellen' bezeichnet, wenn es sich beim Samen um Kaltkeimer handelt und diese vor der Aktivierung durch Kälte von unter 0 °C bei einer höheren Temperatur über eine gewisse Zeit zuerst Wasser aufnehmen sollen.

### Lichtkeimung
Die Lichtkeimer benötigen Helligkeit, um keimen zu können. Die Samen werden bei der Aussaat nicht mit Erde bedeckt. Sie werden nur leicht in die Erde gedrückt. Dadurch bekommen sie einen guten Kontakt zur feuchten Erde. Die Samen benötigen Helligkeit, aber kein direktes Sonnenlicht.
Beispiele: Thymian, Basilikum, Kopfsalat, Sellerie, Mohn, Lavendel, Vergissmeinnicht, Akeleien.

### Dunkelkeimung
Die Samen der Dunkelkeimer beginnen unter Ausschluss von Licht zu keimen. Dazu werden die Samen vollständig mit Erde bedeckt. Die Saat wird in Löcher oder Rillen gesät oder flächig ausgebracht. Danach wird sie mit einer Schicht Erde abgedeckt. Die Dicke der Schicht ist abhängig von der Samengröße. Zuletzt wird die Erde leicht angedrückt. Ein zu dicht ummantelter Samen kann schlechter atmen.23

### Kaltkeimung
Als Kaltkeimer, früher auch Frostkeimer genannt, bezeichnet man Pflanzen, deren Samen eine Kälte- oder Frostperiode durchlebt haben müssen, bevor die Keimung ausgelöst wird. Im Bereich Gartenbepflanzung handelt es sich dabei zumeist um alpine Stauden aus kälteren Gegenden, die dickere und härtere Samenschalen als üblich haben.
Nachdem die Samen durch Feuchtigkeit aufgequollen bzw. angekeimt sind, sorgen tiefe Temperaturen von −5 bis +5 Grad Celsius nach 4 bis 8 Wochen dafür, dass sich das Verhältnis von keimhemmenden und keimfördernden Substanzen im Saatgut zugunsten der keimfördernden Substanzen verschiebt und der Same austreibt. Frostkeimer werden daher im September bis November ausgesät, manche Sorte erst im späten Winter.
Zu spät ausgesäte Kaltkeimer, die keine ausreichend lange Kälteperiode durchlaufen können, keimen erst nach dem nächsten Winter.
Wenn die Saat künstlicher Kälte ausgesetzt wird, z. B. in einem Kühlschrank, nennt man das Stratifikation.24
Manche Kaltkeimer benötigen verschiedene Temperaturen in verschiedenen Entwicklungsphasen, um keimen zu können. Dabei ist die Wasseraufnahme aus der umgebenden Erde die erste Phase, die Initialisierung zur Keimung die zweite Phase und bis zum Ausbilden der Laubblätter die dritte Phase.

#### Typische Kaltkeimer und für die Keimung benötigte Temperaturen
- Winterweizen (Triticum sp)[1] 0 bis 1 °C[10]; 2 bis 4 °C führt zu verlangsamter Keimung
- Hanf (Cannabis sp) 0 bis 1 °C[10]
- Roggen (Secale cereale) 0 bis 1 °C[10]
- Mohn (Papaver sp) 1 bis 5 °C[10]
- Spinat (Spinacia oleracea) 1 bis 5 °C[10]
- Zuckerrübe (Beta vulgaris subsp. vulgaris) 1 bis 5 °C[10]
- Moltebeere (Rubus chamaemorus) über 1 °C für 13 Wochen[11]; nach einer 270-tägigen Stratifikation keimen bei über 18 °C[12]
- Bärlauch (Allium ursinum) 1. Phase: 15 bis 20 °C, 2. Phase: −4 bis 2 °C für 4 bis 6 Wochen, 3. Phase: 10 bis 12 °C[9]
- Echte Schlüsselblume (Primula veris) 3 bis 7 °C für 2 bis 3 Wochen[13]
- Gewöhnliche Kuhschelle (Pulsatilla vulgaris)
- Christrose (Helleborus niger) 1. Phase: 10 bis 15 °C für 1 Woche, 2. Phase: 0 bis 5 °C für 1 Woche, 3. Phase: über 15 °C[7]

### Warmkeimer
Warmkeimer können frostresistent sein, aber auch keinen Frost aushalten. Um die Keimung zu aktivieren, benötigen sie Temperaturen von +5 °C und mehr für eine bis mehrere Wochen. Frostresistente Arten können bereits im Februar in aufgetauten Boden ausgesät werden, wie z. B. Ackerbohnen. Nicht frostresistente Arten werden erst im Mai ausgesät oder als bereits in Gewächshäusern vorgezogene Pflänzchen ausgepflanzt, wie z. B. Mais.

#### Typische Warmkeimer und ihre Keimtemperaturen
- Bohne, i. e. S. Ackerbohne (Vicia faba) 5 bis 11 °C[10]; 10 °C für 5 bis 10 Tage[14]
- Mais (Zea mays) 5 bis 11 °C[10]
- Tabak (Nicotiana sp) 11 bis 16 °C[10]
- Tomate (Solanum lycopersicum) Freiland: 11 bis 16 °C[10]
- Kürbis (Cucurbita maxima) 11 bis 16 °C,[10] (Cucurbita pepo) 15 bis 20 °C für 8 bis 12 Tage[14]
- Gurke (Cucumis sp) Freiland: über 16 °C[10]; Gewächshaus: über 25 °C[14]
- Melone je nach Art: über 16 °C[10]; 20 bis 25 °C für 10 bis 14 Tage[14]
- Basilikum (Ocimum basilicum) abhängig von der Sorte über 16 °C bis über 25 °C[5]

### Feuerkeimer
Feuerkeimer wie etwa der australische Zylinderputzer oder die Echte Akazie sind Pflanzen, deren Samen nur durch ein Brandereignis zur Keimung gelangen. Die dazu nötigen Brandereignisse werden eingeteilt in Waldbrände, Weidebrände (Grasland) oder Buschbrände, die ihrerseits noch einmal in Grundfeuer (Boden/Humusschicht, <100 °C über lange Zeit), Oberflächenfeuer (Vegetation ohne Baumkronen, ca. 500 °C) und Kronenfeuer (Vegetation mit Baumkronen, >=1000 °C) unterschieden werden.
Im engeren Sinne versteht man dabei unter Feuerkeimern solche Pflanzen, deren Samen durch das Hitzeereignis selbst ihre Dormanz brechen, beispielsweise Pflanzen aus den Familien der Hülsenfrüchtler (Fabaceae) und der Zistrosengewächse (Cistaceae). Die Samen können schon vor Jahrzehnten oder vor (geschätzt) über hundert Jahren von einer Pflanze gebildet worden sein, z. B. Böhmischer Storchschnabel Geranium bohemicum, L. und Geranium bohemicum subsp. depraehensum E.G.Almq. 1916.
Im weiteren Sinne dagegen werden auch solche Pflanzen zu den Feuerkeimern gezählt, deren Samen lediglich durch vom Feuer erzeugte Stoffe, zum Beispiel Rauch oder Kohle, zur Keimung angeregt werden.
Überwiegend sind Feuerkeimer auch selbst leicht entflammbar. Sie können fast gänzlich abbrennen, was für die Keimlinge und die jungen Pflanzen bessere Lichtverhältnisse und schnelleres Wachstum bedeutet. Eingelagerte ätherische Öle und Harze, so genannte sekundäre Inhaltsstoffe, verbessern dabei die Brennbarkeit und senken den Flammpunkt.
Von einigen Pflanzen ist bekannt, dass sie zwei verschiedene Samen erzeugen. Eine Samenvariante erfährt im Jahresverlauf einmal die Bedingung zur Keimauslösung, während die zweite Samenvariante nach einem Brandereignis sofort zu keimen beginnt, beispielsweise Arten der Gattung Zistrose Cistus.

### Künstliche Keimauslösung
Die künstliche Auslösung der Keimung von Kältekeimern durch eine Kältebehandlung der Samen nennt man Stratifikation.
Nicht dazu gehört dagegen die etwas anders definierte Vernalisation, auch Jarowisation genannt, die es ermöglicht, Kaltkeimer wie etwa Wintergetreide auch in Gegenden mit kurzer Vegetationszeit (lange Winter) und winterlichen Bodentemperaturen unter −20 °C anzubauen, bei denen selbst solche Pflanzen bzw. deren Samen ihre Keimfähigkeit irreversibel verlieren.
Im weiteren Sinne kann auch die Erneuerung der Vegetation durch kontrollierte, absichtlich gelegte Feuer, z. B. zur Aufrechterhaltung einer Phrygana alle 10 Jahre durchgeführt, als künstliche Keimauslösung bezeichnet werden.
Zur beschleunigten Keimung schließlich werden manche Samen auch mit Gibberellinsäure behandelt, was gegebenenfalls eine sofortige Keimung auslöst.

## Bildergalerie

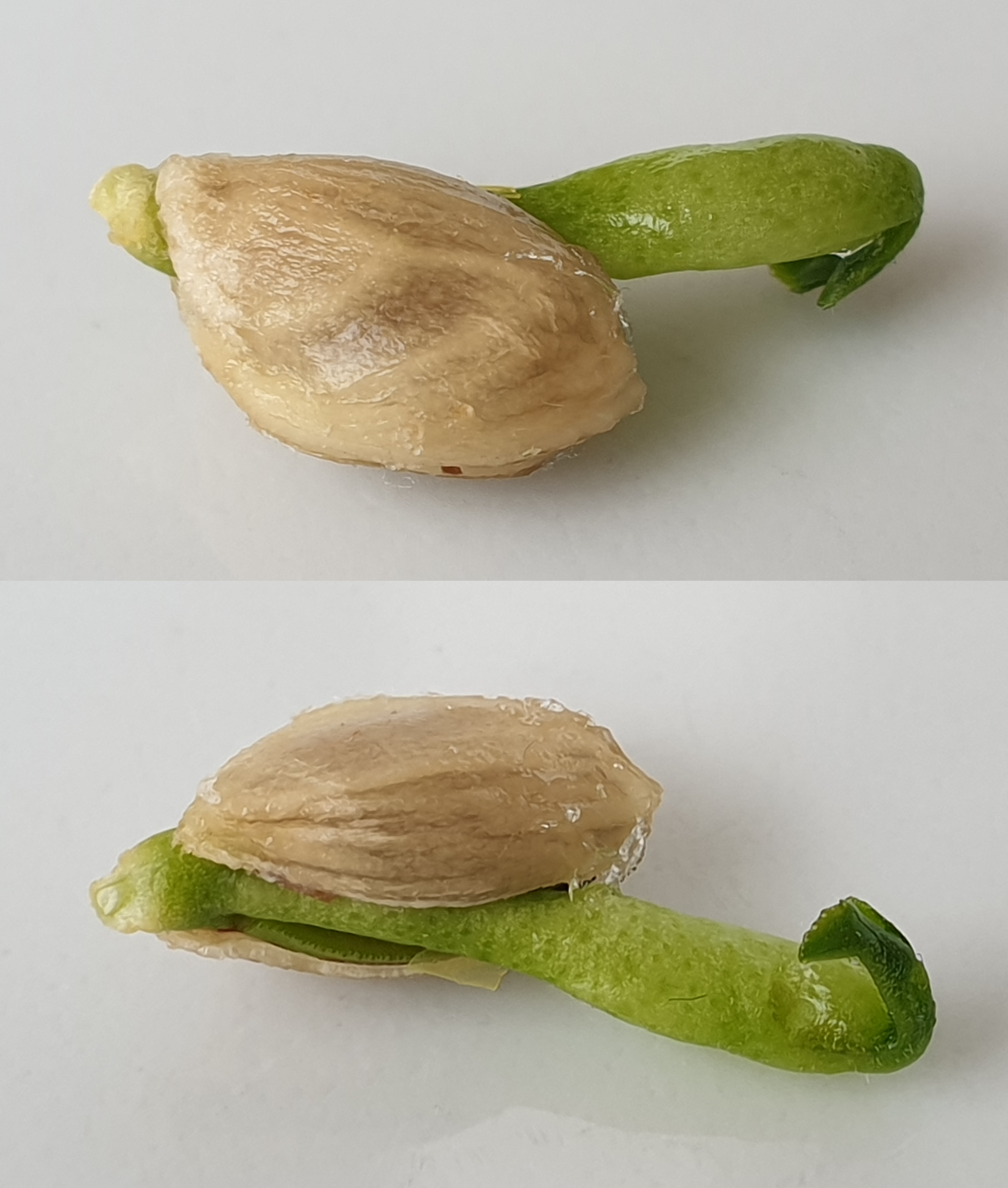
Keimling einer Zitrone der Sorte 'Verna'

## Biochemische Prozesse
Bei der Keimung laufen u. a. folgende biochemische Prozesse ab:
- Aufnahme von Wasser[10]
- Aufquellen der Samenschale, wodurch sie weich wird und/oder aufreißt[10]
- Bildung von stärke- und eiweißabbauenden Enzymen im Keimling und in der Samenschale
- Abbau von Speicherstoffen wie Fetten, Stärke oder Proteinen im Endosperm [bei Angiospermen (Bedecktsamern)] bzw. im Perisperm [bei Gymnospermen (Nacktsamern)], insbesondere von
  - Fetten, z. B. Ölen, in Kohlenhydrate[10]
  - Kohlenhydrate, z. B. Stärke oder Zellulose, in lösliches Dextrin und Einfachzucker[10]
  - festem Eiweiß, z. B. Aleuron, in lösliche Albuminate[10]
- Verstoffwechselung der abgebauten Speicherstoffe, begleitet von Wärmeentwicklung und Atmung[10]
- Bildung neuer Zellen, zum Beispiel des (bei epigäischer Keimung) oberirdisch sichtbar werdenden, Sauerstoff aufnehmenden Keimblatts sowie der Keimwurzeln[1][10]
- Bildung der ersten richtigen Laubblätter[1]
- Versorgung der neuen Pflanze mit Wasser und Nährstoffen durch die Wurzeln sowie mit Sauerstoff durch die Blätter[1]

## Nachweise
- Gerhard Wagenitz: Wörterbuch der Botanik. Die Termini in ihrem historischen Zusammenhang. 2., erweiterte Auflage. Spektrum Akademischer Verlag, Heidelberg/Berlin 2003, ISBN 3-8274-1398-2, S. 167–168.